# Vozovna Slovany
Vozovna Slovany je jediná tramvajová vozovna v Plzni. Leží v jižní části města na Slovanské aleji, mezi konečnou Slovany a konečnou Světovar, nedaleko bývalého pivovaru Světovar.
První její část byla zprovozněna v roce 1943, druhá pak v roce 1946. Roku 1989 byla mírně rozšířena, k původním dvěma halám tak přibyla ještě jedna dvoukolejná. Z důvodu špatného technického stavu a naplnění kapacity vozovny započala v roce 2021 její celková modernizace a přestavba. Nově upravený areál byl slavnostně otevřen 16. března 2023. Náklady dosáhly výše 1,8 miliardy korun. Nová vozovna disponuje systémem pro využití srážkových vod v myčce tramvají či osazenou zelenou střechou. Projekt obsadil první místo v  mezinárodní soutěži Global Light Rail Awards v kategorii Nejlepší stavby nad 50 milionů eur a dále první cenu v kategorii Pracovní prostředí soutěže Adapterra Awards.

## Galerie

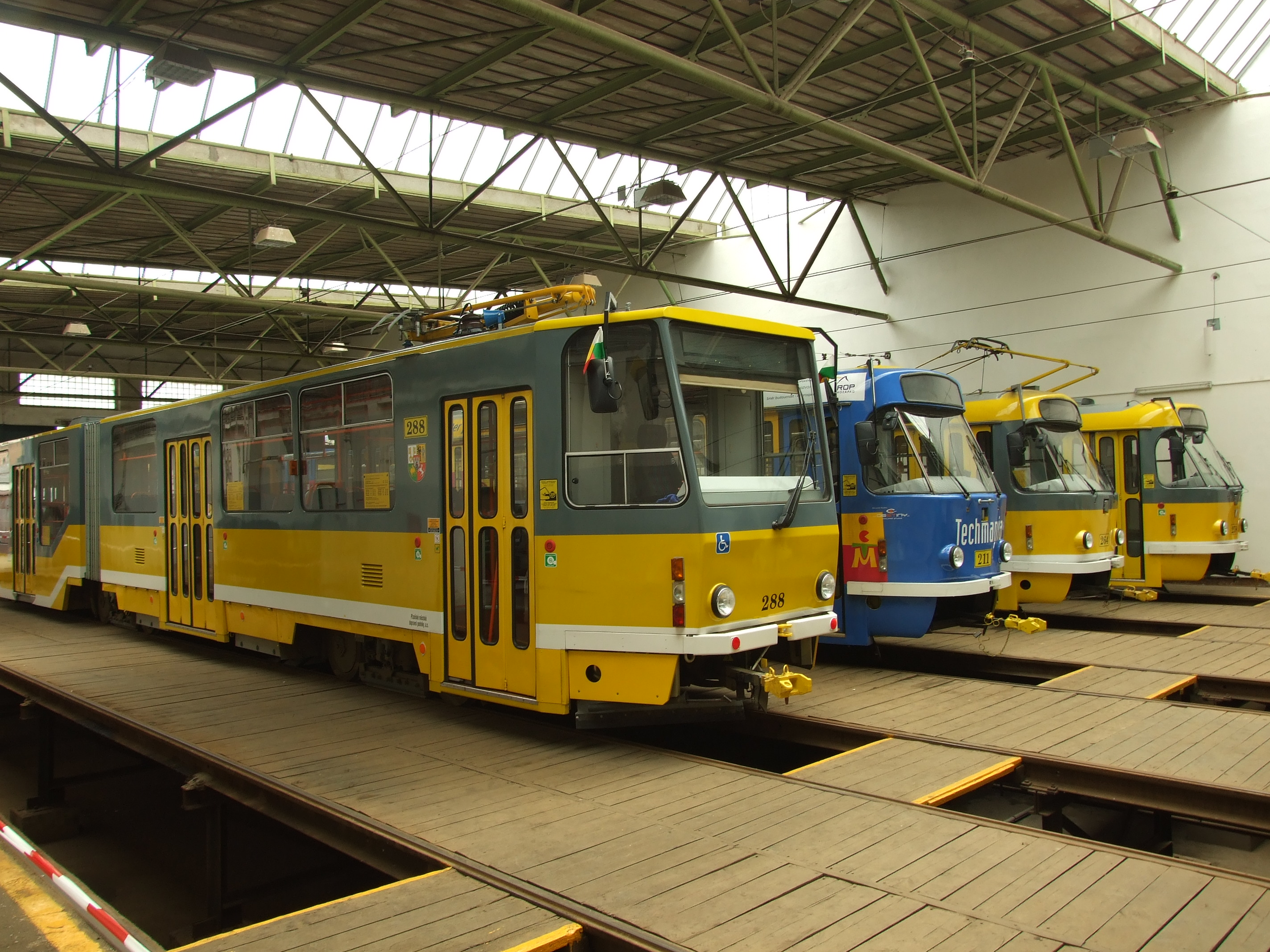
Tramvaje ve vozovně Slovany v roce 2009
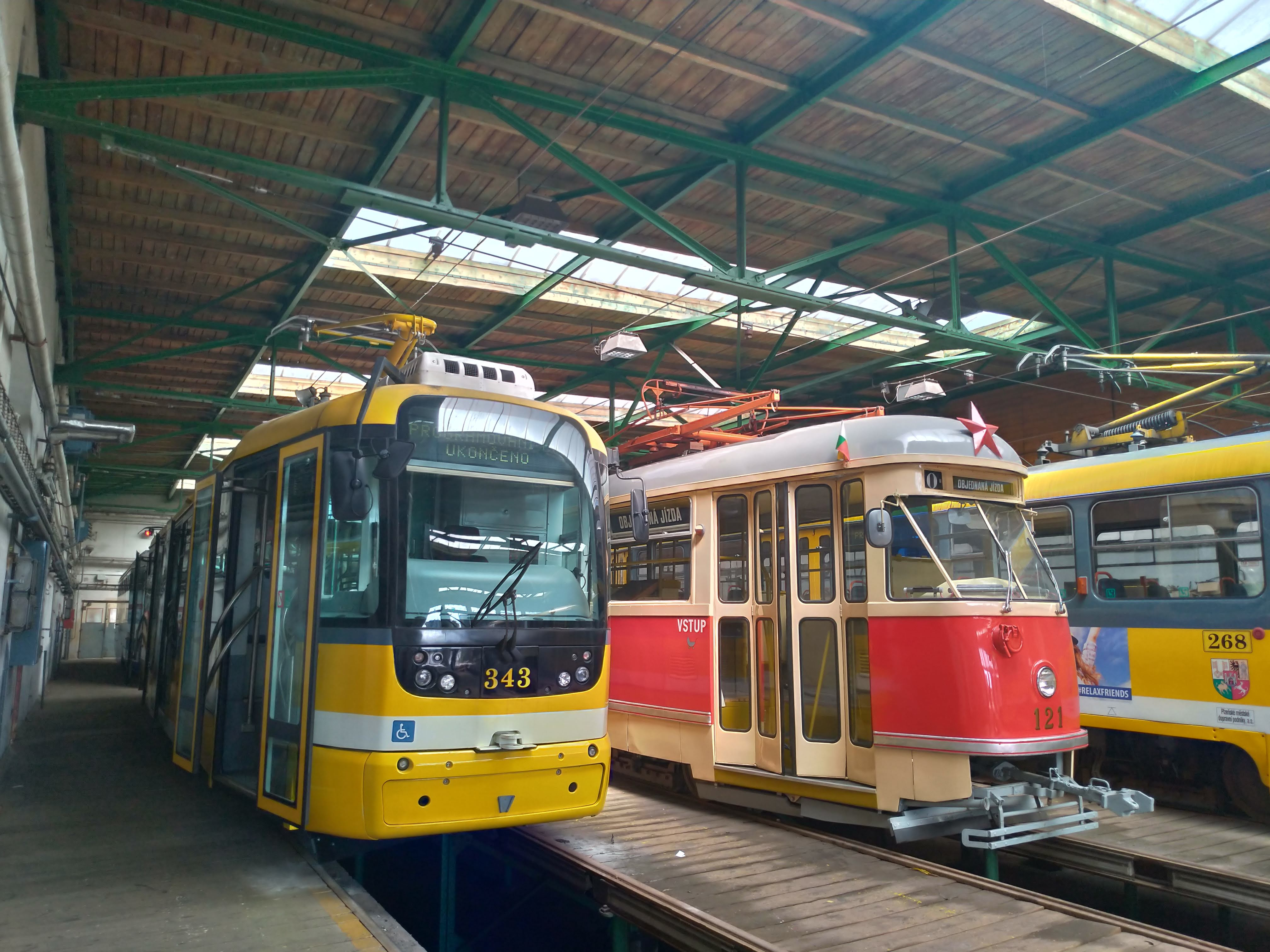
Tramvaje ve vozovně Slovany v roce 2020